# Eleições federais na Suíça em 2019
As eleições federais na Suíça em 2019 foram realizadas em 20 de outubro de 2019, para eleger os 200 membros do Conselho Nacional e 45 de 46 membros ao Conselho dos Estados nos dias 20 de outubro (1ª volta) e 3, 10, 17 e 24 de novembro de 2019 (2ª volta).
Estas eleições testemunharam a chamada "onda verde", pois os dois partidos verdes, Os Verdes e o Partido Verde Liberal, obtiveram grandes ganhos eleitorais, com 13,2% e 7,8% dos votos, respectivamente. No entanto, esses ganhos não se traduziram num entrada no Conselho Federal (governo), mantendo o Conselho Federal a sua anterior composição (2 conselheiros populares, 2 socialistas, 2 liberais radicais e 1 democrata-cristão). Isto deve-se à chamada "fórmula mágica", o método de distribuição dos assentos do Conselho Federal pelos quatro principais partidos, prática em vigor desde 1959 e que compõe a democracia de consenso no modelo suíço. 
Por outro lado, os restantes grandes partidos perderam votos, com o notável caso do Partido Popular Suíço que, apesar de ter ganho a maioria dos votos, caiu de 29,4% para 25,6%. Vale também a pena destacar a eleição de 1 deputado cada do partido anticapitalista Solidariedade e da direita cristã União Democrática Federal.

## Sistema eleitoral
Os 200 membros do Conselho Nacional são eleitos de 26 cantões, cada um dos quais constitui um círculo eleitoral. Os cantões são de tamanhos populacionais desiguais e usam sistemas eleitorais diferentes. Seis elegem apenas um membro, enquanto os 20 cantões restantes são círculos plurinominais, nos quais os membros são eleitos por representação proporcional de lista aberta. Os eleitores podem riscar nomes nas listas de partidos, dividir seus votos entre os diferentes partidos (um sistema conhecido como panachage) ou fazer sua própria lista numa cédula em branco. Os assentos são alocados usando o sistema Hagenbach-Bischoff.
Os assentos do Conselho Nacional são repartidos entre os cantões com base no tamanho de sua população (que inclui crianças e estrangeiros residentes que não têm direito a voto). Com base na contagem oficial da população registada no final de 2016, Berna e Lucerna perderam um assento cada, enquanto Genebra e Vaud ganharam um cada. Os cantões menos populosos têm apenas um assento no Conselho Nacional - em 2019, havia seis desses cantões, quatro dos quais são meio-cantões.
As regras relativas a quem se pode candidatar e votar nas eleições para o Conselho Nacional são uniformes em toda a Confederação. Apenas cidadãos suíços com pelo menos 18 anos podem concorrer ou votar e os cidadãos residentes no exterior podem registar-se para votar no cantão em que residiram pela última vez (ou no cantão de sua cidadania, caso contrário) e podem votar não importa há quanto tempo, ou se eles sempre viveram na Suíça.
Os 46 membros do Conselho dos Estados são eleitos em 20 círculos eleitorais binomiais (representando os 20 cantões "plenos") e seis círculos uninominais (representando os seis semi-cantões). Dois cantões "completos" com populações pequenas - Uri e Glarus - têm, portanto, cada um dois assentos no Conselho dos Estados, mas apenas um assento cada no Conselho Nacional, muito maior. Em Jura e Neuchâtel as eleições são realizadas usando representação proporcional, enquanto as outras 24 usam o sistema maioritário.
Como cada cantão regula a sua eleição para o Conselho dos Estados, as regras relativas a quem pode ser candidato e votar nessas eleições variam de cantão para cantão. Jura e Neuchâtel permitem que certos residentes estrangeiros votem, enquanto Glarus permite que jovens de 16 e 17 anos votem. Cidadãos suíços no exterior registados para votar num cantão têm permissão para votar nas eleições para o Conselho dos Estados desse cantão apenas se a lei do cantão permitir. Schaffhausen tem voto obrigatório, embora limitado na implementação por meio de apenas uma multa insignificante.

## Partidos

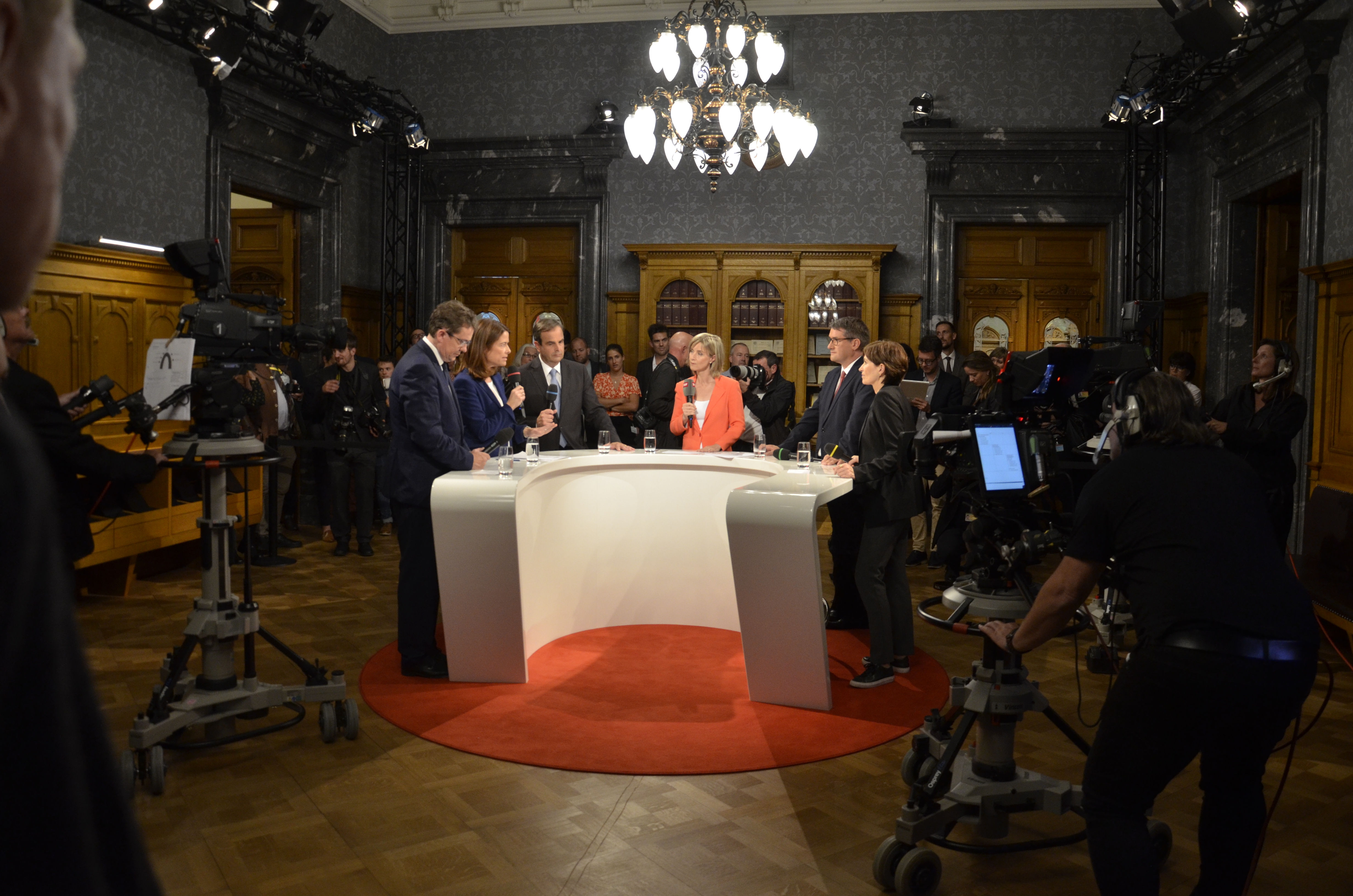
Entrevista com os presidentes dos cinco maiores partidos na noite das eleições, com a presença dos Verdes pela primeira vez, no Palácio Federal da Suíça.

| Partido | Partido                              | Líder              | Ideologia                | Espectro                  |
| ------- | ------------------------------------ | ------------------ | ------------------------ | ------------------------- |
|         | Partido Popular Suíço                | Albert Rösti       | Nacionalismo suíço       | Direita a Extrema-direita |
|         | Partido Social Democrata             | Christian Levrat   | Socialismo democrático   | Esquerda                  |
|         | Partido Liberal Radical              | Petra Gössi        | Radicalismo              | Centro-direita            |
|         | Partido Democrata Cristão            | Gerhard Pfister    | Democracia cristã        | Centro a Centro-direita   |
|         | Os Verdes                            | Regula Rytz        | Política verde           | Esquerda                  |
|         | Partido Verde Liberal                | Jürg Grossen       | Liberalismo verde        | Centro                    |
|         | Partido Burguês Democrático          | Martin Landolt     | Conservadorismo          | Centro a Centro-direita   |
|         | Partido Evangélico Suíço             | Marianne Streiff   | Democracia cristã        | Centro a Centro-esquerda  |
|         | Liga de Ticino                       | Giuliano Bignasca  | Regionalismo             | Direita                   |
|         | Partido Cristão Social de Obwald     | Sepp Stalder       | Esquerda cristã          | Centro-esquerda           |
|         | Movimento dos Cidadãos de Genebra    | Francisco Valentin | Conservadorismo nacional | Direita                   |
|         | Partido Suiço do Trabalho-A Esquerda | Gavriel Pinson     | Marxismo                 | Extrema-esquerda          |

## Sondagens

Gráfico com a tendência quinzenal das sondagens (pesquisas) desde abril de 2016.

Na tabela abaixo estão listados os resultados das sondagens numa ordem cronológica inversa, isto é, mostrando primeiro os mais recentes. O valor de maior percentagem em cada sondagem é destacado a negrito e com o fundo da cor do partido em questão. Os resultados das sondagens estão com a data do levantamento, não com a data da sua publicação.
| Instituto de sondagem | Data de realização   | Nº de Entrevistas válidas | SVP/UDC          | SPS/PSS    | FDP/PLR | CVP/PDC | GPS/PES | GLP/PVL | BDP/PBD | EVP/PEV | Outros | Líder |     |     |     |     |     |
| --------------------- | -------------------- | ------------------------- | ---------------- | ---------- | ------- | ------- | ------- | ------- | ------- | ------- | ------ | ----- | --- | --- | --- | --- | --- |
| Instituto de sondagem | Data de realização   | Nº de Entrevistas válidas | Eleições de 2019 | 20.10.2019 | –       | 25.6    | 16.8    | 15.1    | 11.4    | 13.2    | Outros | Líder | 7.8 | 2.4 | 2.1 | 5.6 | 8.8 |
| Gallup                | 5.09.2019–4.10.2019  | 2 065                     | 26.9             | 18.5       | 15.9    | 10.5    | 10.5    | 7.4     | 3.1     | –       | 7.2    | 8.4   |     |     |     |     |     |
| Sotomo                | 26.09.2019–2.10.2019 | 12 107                    | 27.3             | 18.2       | 15.2    | 10.6    | 10.7    | 7.3     | 2.8     | 1.8     | 5.8    | 9.1   |     |     |     |     |     |
| LeeWas                | 23–24.09.2019        | 20 515                    | 27.9             | 18.0       | 15.6    | 10.4    | 10.2    | 7.2     | 3.2     | –       | 7.4    | 9.9   |     |     |     |     |     |
| Sotomo                | 19–25.08.2019        | 17 128                    | 26.8             | 18.7       | 16.7    | 10.2    | 10.5    | 6.9     | 2.6     | 1.6     | 6.0    | 8.1   |     |     |     |     |     |
| Sotomo                | 17–27.05.2019        | 10 388                    | 26.5             | 19.1       | 16.2    | 10.6    | 10.1    | 6.4     | 2.9     | 1.8     | 6.4    | 7.4   |     |     |     |     |     |
| LeeWas                | 22–23.05.2019        | 19 018                    | 28.9             | 17.6       | 15.5    | 10.3    | 9.9     | 6.9     | 3.3     | –       | 7.6    | 11.3  |     |     |     |     |     |
| LeeWas                | 18–20.02.2019        | 22 326                    | 29.2             | 18.4       | 15.9    | 9.9     | 9.6     | 6.7     | 3.9     | –       | 6.4    | 10.8  |     |     |     |     |     |
| Sotomo                | 1–7.02.2019          | 12 085                    | 27.0             | 17.4       | 17.4    | 11.3    | 9.5     | 6.4     | 3.3     | 1.7     | 6.0    | 9.6   |     |     |     |     |     |
| LeeWas                | 24–25.09.2018        | 19 412                    | 29.7             | 17.9       | 17.0    | 9.9     | 7.1     | 5.7     | 4.0     | –       | 8.7    | 11.8  |     |     |     |     |     |
| gfs.bern              | 7–19.09.2018         | 27 105                    | 28.0             | 18.7       | 17.3    | 11.0    | 9.1     | 5.9     | 2.0     | 1.9     | 6.1    | 9.3   |     |     |     |     |     |
| Sotomo                | 13–18.09.2018        | 14 985                    | 27.4             | 19.3       | 17.7    | 10.1    | 8.7     | 5.7     | 3.2     | 2.0     | 5.9    | 8.1   |     |     |     |     |     |
| LeeWas                | 21–22.06.2018        | 14 851                    | 29.2             | 18.0       | 16.4    | 10.0    | 7.2     | 5.7     | 4.7     | –       | 8.8    | 11.2  |     |     |     |     |     |
| LeeWas                | 4–5.01.2018          | 20 422                    | 30.8             | 18.7       | 16.4    | 9.1     | 7.4     | 6.1     | 3.7     | –       | 7.8    | 12.1  |     |     |     |     |     |
| Sotomo                | 28.09–2.10.2017      | 14 063                    | 28.7             | 17.7       | 17.1    | 10.9    | 8.1     | 5.4     | 3.4     | –       | 8.6    | 11.0  |     |     |     |     |     |
| gfs.bern              | 19.02–23.03.2017     | 1 210                     | 28.3             | 20.3       | 17.3    | 10.7    | 8.8     | 4.9     | 3.0     | –       | 6.7    | 8.0   |     |     |     |     |     |
| gfs.bern              | 5.09–8.102016        | 972                       | 29.9             | 18.7       | 16.7    | 10.5    | 7.6     | 5.6     | 3.5     | –       | 7.5    | 11.2  |     |     |     |     |     |
| OpinionPlus           | 29.04–4.05.2016      | 809                       | 30.8             | 17.8       | 16.8    | 10.6    | 6.6     | 5.4     | 4.6     | –       | 7.4    | 13.0  |     |     |     |     |     |
| Eleições de 2015      | 18.102015            | –                         | 29.4             | 18.8       | 16.4    | 11.6    | 7.1     | 4.6     | 4.1     | 1.9     | 6.0    | 10.5  |     |     |     |     |     |

## Resultados Oficiais

### Conselho Nacional
| Partido                 | Partido                              | Votos         | %             | +/-           | Deputados     | +/-           |
| ----------------------- | ------------------------------------ | ------------- | ------------- | ------------- | ------------- | ------------- |
|                         | Partido Popular Suíço                | 620 343       | 25,6 / 100,0  | 3,8           | 53 / 200      | 12            |
|                         | Partido Social Democrata             | 408 128       | 16,8 / 100,0  | 2,0           | 39 / 200      | 4             |
|                         | Partido Liberal Radical              | 366 303       | 15,1 / 100,0  | 1,3           | 29 / 200      | 4             |
|                         | Os Verdes                            | 319 988       | 13,2 / 100,0  | 6,1           | 28 / 200      | 17            |
|                         | Partido Democrata Cristão            | 275 842       | 11,4 / 100,0  | 0,2           | 25 / 200      | 2             |
|                         | Partido Verde Liberal                | 189 162       | 7,8 / 100,0   | 3,2           | 16 / 200      | 9             |
|                         | Partido Burguês Democrático          | 59 206        | 2,4 / 100,0   | 1,7           | 3 / 200       | 4             |
|                         | Partido Evangélico Suíço             | 50 317        | 2,1 / 100,0   | 0,2           | 3 / 200       | 1             |
|                         | Partido Suiço do Trabalho-A Esquerda | 25 427        | 1,1 / 100,0   | 0,1           | 1 / 200       | Estável       |
|                         | Solidariedade                        | 25 427        | 1,1 / 100,0   | 0,1           | 1 / 200       | 1             |
|                         | União Democrática Federal da Suíça   | 24 145        | 1,0 / 100,0   | 0,2           | 1 / 200       | 1             |
|                         | Liga de Ticino                       | 18 187        | 0,8 / 100,0   | 0,2           | 1 / 200       | 1             |
|                         | Lista Alternativa                    | 7 709         | 0,3 / 100,0   | 0,3           | 0 / 200       | Estável       |
|                         | Centro-esquerda - PCS                | 6 602         | 0,3 / 100,0   | 0,1           | 0 / 200       | Estável       |
|                         | Partido Pirata da Suíça              | 6 238         | 0,3 / 100,0   | 0,1           | 0 / 200       | Estável       |
|                         | Movimento dos Cidadãos de Genebra    | 5 338         | 0,2 / 100,0   | 0,1           | 0 / 200       | 1             |
|                         | Outros                               | 47 869        | 2,0 / 100,0   |               | 0 / 200       | 1             |
| Votos Inválidos         | Votos Inválidos                      | 38 379        | 1,6 / 100,0   |               |               |               |
| Total                   | Total                                | 2 462 581     | 100,0 / 100,0 |               | 200 / 200     |               |
| Eleitorado/Participação | Eleitorado/Participação              | 5 457 940     | 45,12 / 100,0 | 3,4           |               |               |
| Fonte                   | Fonte                                | [ 12 ] [ 13 ] | [ 12 ] [ 13 ] | [ 12 ] [ 13 ] | [ 12 ] [ 13 ] | [ 12 ] [ 13 ] |

|         |         |         |         |         |         |    |
| SVP/UDC | SPS/PSS | FDP/PLR | GPS/PES | CVP/PDC | GLP/PVL | O  |
| 53      | 39      | 29      | 28      | 25      | 16      | 10 |

#### Resultados por cantão

Voto por cantão.

| Cantão             | %       | D       | %       | D       | %       | D       | %       | D       | %       | D       | %       | D       | %       | D       | %       | D       | %           | D           | %   | D   | %    | D    | %      | D      | D   |
| Cantão             | SVP/UDC | SVP/UDC | SPS/PSS | SPS/PSS | FDP/PLR | FDP/PLR | GPS/PES | GPS/PES | CVP/PDC | CVP/PDC | GLP/PVL | GLP/PVL | BDP/PBD | BDP/PBD | EVP/PEV | EVP/PEV | PST-POP/SOL | PST-POP/SOL | UDF | UDF | Lega | Lega | Outros | Outros | D   |
| ------------------ | ------- | ------- | ------- | ------- | ------- | ------- | ------- | ------- | ------- | ------- | ------- | ------- | ------- | ------- | ------- | ------- | ----------- | ----------- | --- | --- | ---- | ---- | ------ | ------ | --- |
| Argóvia            | 31,5    | 6       | 16,5    | 3       | 13,6    | 2       | 9,8     | 1       | 9,9     | 2       | 8,5     | 2       | 3,1     | -       | 3,6     | 1       |             |             | 1,0 | -   |      |      | 2,6    | -      | 16  |
| Appenzell Exterior | 49,5    | 1       | 0,0     | -       | 48,4    | -       |         |         |         |         |         |         |         |         |         |         |             |             |     |     | 2,1  | -    | 1      |        |     |
| Appenzell Interior | 29,1    | -       | 8,7     |         |         |         |         |         | 61,3    | 1       |         |         |         |         |         |         |             |             |     |     | 0,9  | -    | 1      |        |     |
| Basileia-Campo     | 25,1    | 2       | 21,8    | 2       | 16,5    | 1       | 18,0    | 1       | 8,5     | 1       | 5,3     | -       | 1,2     | -       | 3,5     | -       |             |             |     |     | 0,1  | -    | 7      |        |     |
| Basileia-Cidade    | 12,4    | -       | 32,7    | 2       | 21,4    | 1       | 17,7    | 1       | 4,6     | -       | 5,7     | 1       | 0,4     | -       | 2,0     | -       |             |             | 0,3 | -   | 3,0  | -    | 5      |        |     |
| Berna              | 30,0    | 7       | 16,8    | 4       | 8,4     | 2       | 13,6    | 4       | 1,9     | -       | 9,7     | 3       | 8,0     | 2       | 4,2     | 1       | 0,6         | -           | 2,8 | 1   | 3,9  | -    | 24     |        |     |
| Friburgo           | 20,2    | 1       | 21,2    | 2       | 15,4    | 1       | 12,5    | 1       | 17,8    | 2       | 5,4     | -       | 0,7     | -       | 0,7     | -       |             |             | 0,7 | -   | 2,1  | -    | 7      |        |     |
| Genebra            | 13,7    | 2       | 14,7    | 2       | 17,9    | 2       | 24,6    | 3       | 7,7     | 1       | 5,4     | 1       | 1,0     | -       | 0,7     | -       | 7,4         | 1           | 0,1 | -   | 2,0  | -    | 12     |        |     |
| Glarus             |         |         | 28,2    | -       |         |         | 2,7     | -       |         |         |         |         | 63,0    | 1       |         |         |             |             |     |     | 6,0  | -    | 1      |        |     |
| Grisões            | 29,9    | 1       | 17,1    | 2       | 13,6    | 1       | 5,5     | -       | 16,3    | 1       | 8,3     | -       | 9,1     | -       |         |         |             |             |     |     |      |      | 5      |        |     |
| Jura               | 14,5    | -       | 27,0    | 1       | 9,1     | -       | 15,6    | -       | 22,8    | 1       |         |         |         |         | 1,4     | -       |             |             |     |     |      |      | 2      |        |     |
| Lucerna            | 24,7    | 2       | 13,5    | 1       | 15,6    | 1       | 12,2    | 1       | 25,5    | 3       | 7,1     | 1       |         |         | 0,7     | -       |             |             |     |     | 0,5  | -    | 9      |        |     |
| Neuchâtel          | 12,7    | -       | 16,6    | 1       | 22,3    | 1       | 20,8    | 1       | 4,2     | -       | 9,1     | -       |         |         |         |         | 14,1        | 1           |     |     | 0,2  | -    | 4      |        |     |
| Nidwald            | 64,2    | 1       |         |         |         |         |         |         | 35,8    | -       |         |         |         |         |         |         |             |             |     |     |      |      | 1      |        |     |
| Obwald             | 37,3    | 1       | 2,9     | -       | 11,6    | -       |         |         | 36,7    | -       |         |         |         |         |         |         |             |             |     |     | 11,5 | -    | 1      |        |     |
| São Galo           | 31,3    | 4       | 12,7    | 2       | 15,0    | 2       | 10,5    | 1       | 18,8    | 2       | 7,3     | 1       | 0,6     |         | 1,6     |         |             |             | 0,9 | -   | 1,0  | -    | 12     |        |     |
| Schaffhausen       | 39,5    | 1       | 26,2    | 1       | 11,0    | -       | 6,8     | -       | 2,1     | -       | 5,9     | -       |         |         | 1,9     | -       | 3,2         | -           | 3,4 | -   |      |      | 2      |        |     |
| Schwyz             | 36,9    | 2       | 13,8    | -       | 23,1    | 1       | 2,6     | -       | 18,4    | 1       | 4,6     | -       |         |         | 0,6     | -       |             |             |     |     |      |      | 4      |        |     |
| Soleura            | 25,9    | 2       | 18,4    | 1       | 18,5    | 1       | 11,4    | 1       | 14,2    | 1       | 6,8     | -       | 2,0     | -       | 1,2     | -       |             |             |     |     | 0,9  | -    | 6      |        |     |
| Ticino             | 11,7    | 1       | 14,1    | 1       | 20,5    | 2       | 13,1    | 1       | 18,2    | 2       | 1,0     | -       |         |         |         |         |             |             | 1,1 | -   | 16,9 | 1    | 3,6    | -      | 8   |
| Turgóvia           | 36,7    | 3       | 12,6    | 1       | 11,5    | -       | 10,6    | 1       | 12,7    | 1       | 8,1     | -       | 2,3     | -       | 2,7     | -       |             |             | 2,8 | -   |      |      |        |        | 6   |
| Uri                | 36,3    | -       | 22,3    | -       |         |         | 0,0     | -       | 39,2    | 1       |         |         |         |         |         |         |             |             |     |     | 2,2  | -    | 1      |        |     |
| Valais             | 19,8    | 2       | 15,1    | 1       | 16,5    | 1       | 10,6    | 1       | 34,8    | 3       | 0,8     | -       |         |         |         |         |             |             |     |     | 1,5  | -    | 8      |        |     |
| Vaud               | 17,4    | 3       | 20,4    | 5       | 23,3    | 5       | 19,7    | 4       | 2,4     | -       | 8,4     | 2       | 0,4     | -       | 1,3     | -       | 4,1         | -           | 0,3 | -   | 2,3  | -    | 19     |        |     |
| Zurique            | 26,7    | 10      | 17,3    | 7       | 13,7    | 5       | 14,1    | 5       | 4,4     | 1       | 14,0    | 6       | 1,6     | -       | 3,3     | 1       | 0,3         | -           | 1,6 | -   | 3,0  | -    | 35     |        |     |
| Zug                | 26,6    | 1       | 9,3     | -       | 14,7    |         | 19,2    | 1       | 23,8    | 1       | 5,5     | -       |         |         | 0,8     | -       |             |             |     |     |      |      | 3      |        |     |
| Suíça              | 25,6    | 53      | 16,8    | 39      | 15,1    | 29      | 13,2    | 28      | 11,4    | 25      | 7,8     | 16      | 2,4     | 3       | 2,1     | 3       | 1,1         | 2           | 1,0 | 1   | 0,8  | 1    | 3,1    | 0      | 200 |

### Conselho dos Estados
Todos os membros foram eleitos em 20 de outubro de 2019, à exceção do cantão de Appenzell Interior que foi eleito pelo Landsgemeinde em 28 de abril de 2019. Dependendo dos resultados da eleição de 20 de outubro, uma segunda volta pode ser necessário em alguns cantões.
| Partido | Partido                     | 1ª Volta      | 2ª Volta      | Total         | +/-           |
| ------- | --------------------------- | ------------- | ------------- | ------------- | ------------- |
|         | Partido Democrata Cristão   | 9 / 25        | 4 / 21        | 13 / 46       | Estável       |
|         | Partido Liberal Radical     | 7 / 25        | 5 / 21        | 12 / 46       | 1             |
|         | Partido Social Democrata    | 3 / 25        | 6 / 21        | 9 / 46        | 3             |
|         | Partido Popular Suíço       | 3 / 25        | 3 / 21        | 6 / 46        | 1             |
|         | Os Verdes                   | 2 / 25        | 3 / 21        | 5 / 46        | 4             |
|         | Partido Burguês Democrático | 0 / 25        | 0 / 21        | 0 / 46        | 1             |
|         | Independentes               | 1 / 25        | 0 / 21        | 1 / 46        | Estável       |
| Total   | Total                       | 25 / 25       | 21 / 21       | 46 / 46       |               |
| Fonte   | Fonte                       | [ 13 ] [ 15 ] | [ 13 ] [ 15 ] | [ 13 ] [ 15 ] | [ 13 ] [ 15 ] |

|         |         |         |         |         |   |
| CVP/PDC | FDP/PLR | SPS/PSS | SVP/UDC | GPS/PES | O |
| 13      | 12      | 9       | 6       | 5       | 1 |

#### Resultados por cantão
| Cantão             | Partido                   | 1º lugar | 1º lugar                  | Partido                   | 2º lugar | 2º lugar                  |
| ------------------ | ------------------------- | -------- | ------------------------- | ------------------------- | -------- | ------------------------- |
| Argóvia            | Partido Liberal Radical   |          | Thierry Burkart           | Partido Popular Suíço     |          | Hansjörg Knecht           |
| Appenzell Exterior | Partido Liberal Radical   |          | Andrea Caroni             |                           |          |                           |
| Appenzell Interior | Partido Democrata Cristão |          | Daniel Fässler            |                           |          |                           |
| Basileia-Campo     | Os Verdes                 |          | Maya Graf                 |                           |          |                           |
| Basileia-Cidade    | Partido Social Democrata  |          | Eva Herzog                |                           |          |                           |
| Berna              | Partido Social Democrata  |          | Hans Stöckli              | Partido Popular Suíço     |          | Werner Salzmann           |
| Friburgo           | Partido Social Democrata  |          | Christian Levrat          | Partido Liberal Radical   |          | Johanna Gapany            |
| Genebra            | Os Verdes                 |          | Lisa Mazzone              | Partido Social Democrata  |          | Carlo Sommaruga           |
| Glarus             | Partido Liberal Radical   |          | Thomas Hefti              | Os Verdes                 |          | Mathias Zopfi             |
| Grisões            | Partido Democrata Cristão |          | Stefan Engler             | Partido Liberal Radical   |          | Martin Schmid             |
| Jura               | Partido Social Democrata  |          | Élisabeth Baume-Schneider | Partido Democrata Cristão |          | Charles Juillard          |
| Lucerna            | Partido Liberal Radical   |          | Damian Müller             | Partido Democrata Cristão |          | Andrea Gmür-Schönenberger |
| Neuchâtel          | Partido Liberal Radical   |          | Philippe Bauer            | Os Verdes                 |          | Céline Vara               |
| Nidwald            | Partido Liberal Radical   |          | Hans Wicki                |                           |          |                           |
| Obwald             | Partido Democrata Cristão |          | Erich Ettlin              |                           |          |                           |
| São Galo           | Partido Democrata Cristão |          | Benedikt Würth            | Partido Social Democrata  |          | Paul Rechsteiner          |
| Schaffhausen       | Partido Popular Suíço     |          | Hannes Germann            | Independente              |          | Thomas Minder             |
| Schwyz             | Partido Popular Suíço     |          | Alex Kuprecht             | Partido Democrata Cristão |          | Othmar Reichmuth          |
| Soleura            | Partido Democrata Cristão |          | Pirmin Bischof            | Partido Social Democrata  |          | Roberto Zanetti           |
| Ticino             | Partido Popular Suíço     |          | Marco Chiesa              | Partido Social Democrata  |          | Marina Carobbio           |
| Turgóvia           | Partido Democrata Cristão |          | Brigitte Häberli-Koller   | Partido Popular Suíço     |          | Jakob Stark               |
| Uri                | Partido Liberal Radical   |          | Josef Dittli              | Partido Democrata Cristão |          | Heidi Z'graggen           |
| Valais             | Partido Democrata Cristão |          | Beat Rieder               | Partido Democrata Cristão |          | Marianne Maret            |
| Vaud               | Partido Liberal Radical   |          | Olivier Français          | Os Verdes                 |          | Adèle Thorens Goumaz      |
| Zurique            | Partido Social Democrata  |          | Daniel Jositsch           | Partido Liberal Radical   |          | Ruedi Noser               |
| Zug                | Partido Democrata Cristão |          | Peter Hegglin             | Partido Liberal Radical   |          | Matthias Michel           |

## Eleições para o Conselho Federal
As eleições federais foram seguidas pela eleição do Conselho Federal em 11 de dezembro de 2019. Os Verdes não conseguiram ganhar qualquer assento no Conselho Federal, apesar de se tornar o quarto maior partido no Conselho Nacional. Assim, a composição partidária manteve-se inalterada com 2 conselheiros populares, 2 socialistas, 2 liberais radicais e 1 democrata-cristão.
No mesmo dia, Simonetta Sommaruga foi eleita Presidente da Confederação Helvética com 186 votos.
|         |         |         |         |
| SVP/UDC | SPS/PSS | FDP/PLR | CVP/PDC |
| 2       | 2       | 2       | 1       |